# Euclymene lyrocephala
Euclymene lyrocephala är en ringmaskart som först beskrevs av Schmarda 1861.  Euclymene lyrocephala ingår i släktet Euclymene och familjen Maldanidae. Inga underarter finns listade i Catalogue of Life.